# Arkadiusz Kasznia
Arkadiusz Kasznia (ur. 19 września 1973 w Łukowie) – polski polityk, samorządowiec i działacz piłkarski, poseł na Sejm IV kadencji.

## Życiorys
Ukończył studia w Instytucie Stosunków Międzynarodowych Uniwersytetu Warszawskiego, także absolwent Studium Bezpieczeństwa Narodowego na UW. W latach 1996–2000 był urzędnikiem Kancelarii Prezydenta RP, m.in. dyrektorem zespołu gabinetu prezydenta Aleksandra Kwaśniewskiego w latach 1998–2000. W latach 1998–2001 sprawował mandat radnego rady miasta Łuków, a następnie posła IV kadencji wybranego w okręgu lubelskim z listy SLD-UP.
W 1999 wstąpił do Sojuszu Lewicy Demokratycznej. Objął funkcje członka krajowego komitetu wykonawczego i przewodniczącego struktur miejskich SLD. Był również dyrektorem w biurze rady krajowej tej partii. W 2004 przeszedł z SLD do Socjaldemokracji Polskiej, zostając rzecznikiem prasowym tej partii. Był sekretarzem klubu parlamentarnego tej partii, szefem sztabów wyborczych SDPL i Marka Borowskiego w podwójnych wyborach w 2005.
W 2005 bez powodzenia ubiegał się o ponowny mandat poselski, rok później bezskutecznie kandydował do rady powiatu łukowskiego. W 2007 został mianowany zastępcą dyrektora ds. reklamy, promocji i rozwoju Ursynowskiego Centrum Sportu i Rekreacji. W czerwcu 2009 został wiceprzewodniczącym SDPL, którym był do 2021.
Jako członek SDPL bez powodzenia kandydował do Senatu w wyborach parlamentarnych w 2011 (z ramienia Platformy Obywatelskiej) i w 2019 (z ramienia Koalicji Obywatelskiej), a także w wyborach samorządowych w 2014 na burmistrza Łukowa i do rady powiatu łukowskiego z ramienia komitetu Radny z Naszej Ulicy.
Od 1999 do 2003 kierował Łukowskim Klubem Sportowym Orlęta Łuków, następnie do 2008 był prezesem Bialskopodlaskiego Okręgowego Związku Piłki Nożnej. Od 2004 był przez pewien czas wiceprzewodniczącym Lubelskiego Związku Piłki Nożnej. W 2011 został wybrany na przewodniczącego komisji rewizyjnej Orląt Łuków. W latach 2012–2013 prezes Fundacji Piłkarstwa Polskiego przy PZPN.